# ISO 21448
ISO 21448 ist eine Norm der Internationalen Organisation für Normung (ISO), die bisher nur in englischer Sprache veröffentlicht wurde.
Die 2022 veröffentlichte Norm ISO 21448 Road vehicles – Safety of the intended functionality („Sicherheit der beabsichtigten Funktionalität“), kurz SOTIF genannt, löst dabei die vorangegangene Publicly Available Specification (PAS) ab. SOTIF betrachtet unzumutbare Risiken, die durch Unzulänglichkeiten der gewollten Funktionalität (Soll-Funktion, intended function) oder durch vorhersehbaren Gebrauch (Fehlgebrauch, der vernünftigerweise vorhersehbar ist) entstehen kann.
Die Norm soll zu einem geeigneten Design des Systems und der Verifikation/Validierung anleiten. Dazu gibt die Spezifikation Hinweise zu Eigenschaften des Produktes („Was soll es können, wenn es fertig ist?“), zum Test und auch zum Produktentwicklungsprozess („Was ist zu tun, um nichts zu übersehen?“).

## Wichtige Begriffe der Spezifikation
Die Spezifikation führt einige Begriffe ein, die speziell für SOTIF relevant sind:
- Intended Function (Sollfunktion) bezeichnet die gewollte Funktion. Das setzt voraus, dass ein System eine Funktion ausführt, die in einer Spezifikation genau beschrieben wurde. Durch die Beschreibung des gewollten Verhaltens kann auch eine Abweichung (Fehlfunktion) erkannt werden.
- Misuse oder foreseeable misuse betrachtet die Norm im Sinne von vorhersehbarem Gebrauch (früher auch vorhersehbarer Fehlgebrauch), der inhaltlich und begrifflich mit dem Produkthaftungsrecht korrespondiert. Der Fehlgebrauch kann beispielsweise aus Bequemlichkeit erfolgen (Benutzungsregeln werden ignoriert) oder weil die Bedienung für den Benutzer nicht klar genug ist. Das Produkthaftungsrecht verlangt, dass Fehlgebrauch vom Hersteller betrachtet werden muss und dies steht auch im Fokus der Norm. Jedes an Endverbraucher verkaufte Produkt ist daher gegen gefährliches Versagen (im Sinne von Personenschaden, Tod) abzusichern. Weder durch die Norm noch durch das Produkthaftungsrecht erhält der Benutzer Schutz vor abuse, also vor vorsätzlichem Missbrauch.
- Scene (Szene, Situation) ist ein Schnappschuss, der dynamische Elemente (beispielsweise Verkehrsteilnehmer) enthält, die Umgebung beschreibt (beispielsweise Straßenverlauf, feste Hindernisse, Umweltbedingungen) und das System, welches sich in dieser Situation befindet.
- Scenario ist eine Zusammenstellung von Szenen, die in zeitlicher Folge ablaufen. Die Reihenfolge kann unterschiedlich oder verzweigt sein. Wie im Szenario verzweigt wird, entscheiden actions (etwa: Handlungen) oder events (etwa: Ereignisse).

## Abgrenzung zu anderen Dokumenten
Die Spezifikation gibt einige Hinweise zur Abgrenzung zu anderen Dokumenten
- Die Eigensicherheit der elektrischen/elektronischen Komponenten (E/E-System) bleibt Aufgabe der Funktionalen Sicherheit nach ISO 26262
- Die Risiken der Technologie werden spezifischen Standards zugeordnet, wobei die Norm als Beispiel einen Augenschaden durch einen Laser-Sensor benennt[2]
- Fehlgebrauch sieht die Norm bei sich und dem European Statement of Principles on human-machine interface
- Cyber Security, also Angriffe von außen sollen durch die Normen ISO/SAE 21434 und SAE J3061 abgedeckt werden
- Kommunikation mit der Straßeninfrastruktur und anderen Fahrzeugen (Car2x) soll durch ISO 20077 Road Vehicles – Extended vehicle (ExVe) betrachtet werden

## Inhalt
Die Norm beinhaltet folgende Kapitel (im Original in englischer Sprache):
1. Scope
2. Normative references
3. Terms and definitions
4. Overview and organization of SOTIF activities
5. Specification and design
6. Identification and evaluation of hazards
7. Identification and evaluation of potential functional insufficiencies and potential triggering conditions
8. Functional modifications addressing SOTIF-related risk
9. Definition of the verification and validation strategy
10. Evaluation of known scenarios
11. Evaluation of unknown scenarios
12. Evaluation of the achievement of the SOTIF
13. Operation phase activities

Die Anhänge (Annexes) sind informativ, nicht normativ.
A. General guidance on SOTIF
B. Guidance on scenario and system analyses
C. Guidance on SOTIF verification and validation
D. Guidance on specific aspects of SOTIF
Bibliography